# Eleutherodactylus luteolateralis
Eleutherodactylus luteolateralis là một loài ếch trong họ Leptodactylidae. Chúng là loài đặc hữu của Ecuador.
Môi trường sống tự nhiên của nó là các khu rừng vùng núi ẩm nhiệt đới hoặc cận nhiệt đới, vùng đồng cỏ, các đồn điền, vườn nông thôn, và các khu rừng trước đây bị suy thoái nặng nề.